# Прапор Гронінгена
Прапор міста Гронінген ніколи не був офіційно прийнятий.

## Дизайн
Прапор являє собою триколор, що складається з трьох горизонтальних смуг, кожна з яких має однакову висоту. Смуги мають білий, зелений і білий кольори зверху вниз. Співвідношення сторін 2:3. Кольори прапора, як і кольори муніципального герба, взяті з герба префектів Гронінгена.

## Історія
Починаючи з 17 століття на прапорах і банерах Гронінгена часто використовувався міський герб, можливо в поєднанні з білим і зеленим кольорами. У своєму нинішньому вигляді з трьома смугами прапор вперше зустрічається в 1879 році. Пізніше, у 1897 році, мер Моддерман оголосив, «що прапор муніципалітету складається з трьох смуг однакової ширини, середня з яких має зелений колір, а дві інші — білого кольору».
Прапор провінції Гронінген частково походить від прапора міста Гронінген, був прийнятий у 1950 році.